# Ђерола Алта
Ђерола Алта (итал. Gerola Alta) је насеље у Италији у округу Сондрио, региону Ломбардија.
Према процени из 2011. у насељу је живело 152 становника. Насеље се налази на надморској висини од 1058 м.

## Становништво
| 1936. | 1951. | 1961. | 1971. | 1981. | 1991. | 2001. | 2011. |
| ----- | ----- | ----- | ----- | ----- | ----- | ----- | ----- |
| 1.052 | 1.376 | 1.203 | 431   | 364   | 267   | 249   | 189   |